# Kunto Karapää
Kunto Karapää (8 de enero de 1913 – 1 de agosto de 1963) fue un actor finlandés.

## Biografía
Su verdadero nombre era Kunto Gunnar August Wallin, y nació en Mäntsälä, Finlandia. Distinguido actor teatral, Karapää no actuó demasiado para la pantalla, aunque los papeles que recibió eran muy adecuados para su personalidad. A pesar de trabajar principalmente como actor de reparto, habitualmente sus papeles y su habilidad interpretativa eran decisivos para el resultado final de sus películas. 
Sobresalió como intérprete de operetas, entre ellas La princesa gitana, La princesa del circo, La condesa Maritza y El conde de Luxemburgo, pero también hizo papeles en teatro no musical, como fue el caso de su personaje Fortimbrás en Hamlet o de su participación en Huhtikuu tulee, Viimeinen luokka y Muerte de un viajante. 
Entre 1936 y 1963 Karapää trabajó en 18 producciones cinematográficas. En un principio interpretó a personajes juveniles, como ocurrió en las cintas Vaimoke (1936) y Kuriton sukupolvi (1937). Posteriormente encarnó a personajes de fuerte personalidad, siendo quizás los de mayor fama el de Erkki Holmberg en la cinta de Teuvo Tulio Sellaisena kuin sinä minut halusit (1944) así como el de Mr. ”Knickerbocker” Robins en Radio tekee murron (1951). Además, Karapää actuó en varias películas de la serie cinematográfica Niskavuori.
Kunto Karapää estuvo casado con la actriz Eija Karipää (nacida Londén) entre 1940 y 1943. Tras divorciarse, en 1944 se casó con la también actriz Kirsti Hurme. La pareja duró seis años, y tuvieron una hija. El actor falleció en Helsinki, Finlandia, en 1963, a los 50 años de edad. 

## Filmografía
- 1936 : Vaimoke
- 1937 : Kuriton sukupolvi
- 1938 : Poikamiesten holhokki
- 1938 : Markan tähden
- 1939 : Avoveteen
- 1942 : Neljä naista
- 1944 : Sellaisena kuin sinä minut halusit
- 1946 : Naimisiin päiväksi
- 1951 : Vihaan sinua – rakas
- 1951 : Radio tekee murron
- 1952 : Niskavuoren Heta
- 1954 : Opri
- 1954 : Niskavuoren Aarne
- 1957 : Niskavuori taistelee
- 1959 : Punainen viiva
- 1962 : Se alkoi omenasta
- 1962 : Pinsiön parooni
- 1963 : Turkasen tenava!